# ناتانیل سیوری
ناتانیل سیوری ((به ژاپنی: 瀬堀南山 Sebori Nanzany); ۱ ژانویهٔ ۱۷۹۴ – ۱ ژانویهٔ ۱۸۷۴) یکی از اولین استعمارگران آمریکایی بود که گفته می‌شود در جزیره اوگاساوارا ساکن شد. او سرانجام فرماندار شد و قبل و در طول استعمار توسط ژاپن نقش فعالی در دولت ایفا کرد.